# Transrapid de Shanghai
Le Transrapid de Shanghaï (chinois simplifié : 上海磁浮示范运营线 ; pinyin : Shànghǎi Cífú Shìfàn Yùnyíng Xiànen, littéralement Ligne à sustentation magnétique de démonstration opérationnelle de Shanghai) est la première ligne de train à sustentation magnétique à usage commercial du monde. 
Il relie la station Longyang Road, en périphérie de Shanghai, à l'aéroport international de Shanghai-Pudong.

En fonctionnement depuis 2004, la ligne utilise la technologie allemande du Transrapid, qui lui permet d'atteindre une vitesse de croisière maximale de 431 km/h, un record mondial pour un service ferroviaire en exploitation commerciale.

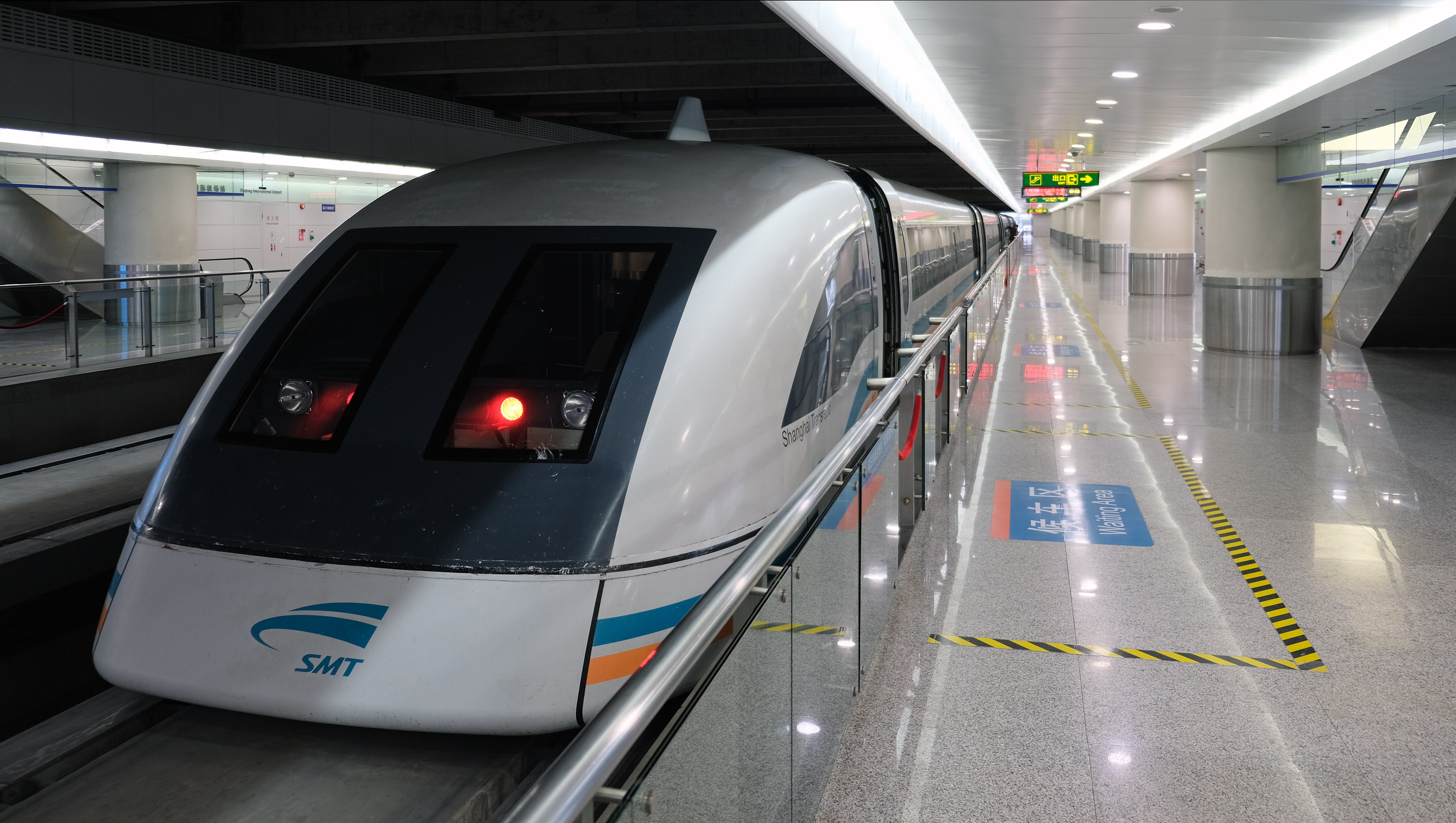
Un Maglev à la station Aéroport.

## Histoire
La société allemande Transrapid International a commencé la construction de la ligne en mars 2001, pour une mise en service commerciale le 1er janvier 2004. Trois trains Transrapid furent construits en Allemagne par Siemens et ThyssenKrupp. En 2010, un quatrième train, de fabrication chinoise, est ajouté.
Le 12 novembre 2003, une rame a atteint lors d'un essai la vitesse de 501 km/h, circulant ainsi à la plus grande vitesse jamais atteinte par un Transrapid,.
La construction de cette ligne a coûté 10 milliards de yuans, soit plus d'un milliard d'euros.[réf. nécessaire]

## Tracé et stations
La ligne est composée uniquement des deux stations terminus sur un parcours de 30,5 km entièrement aérien.

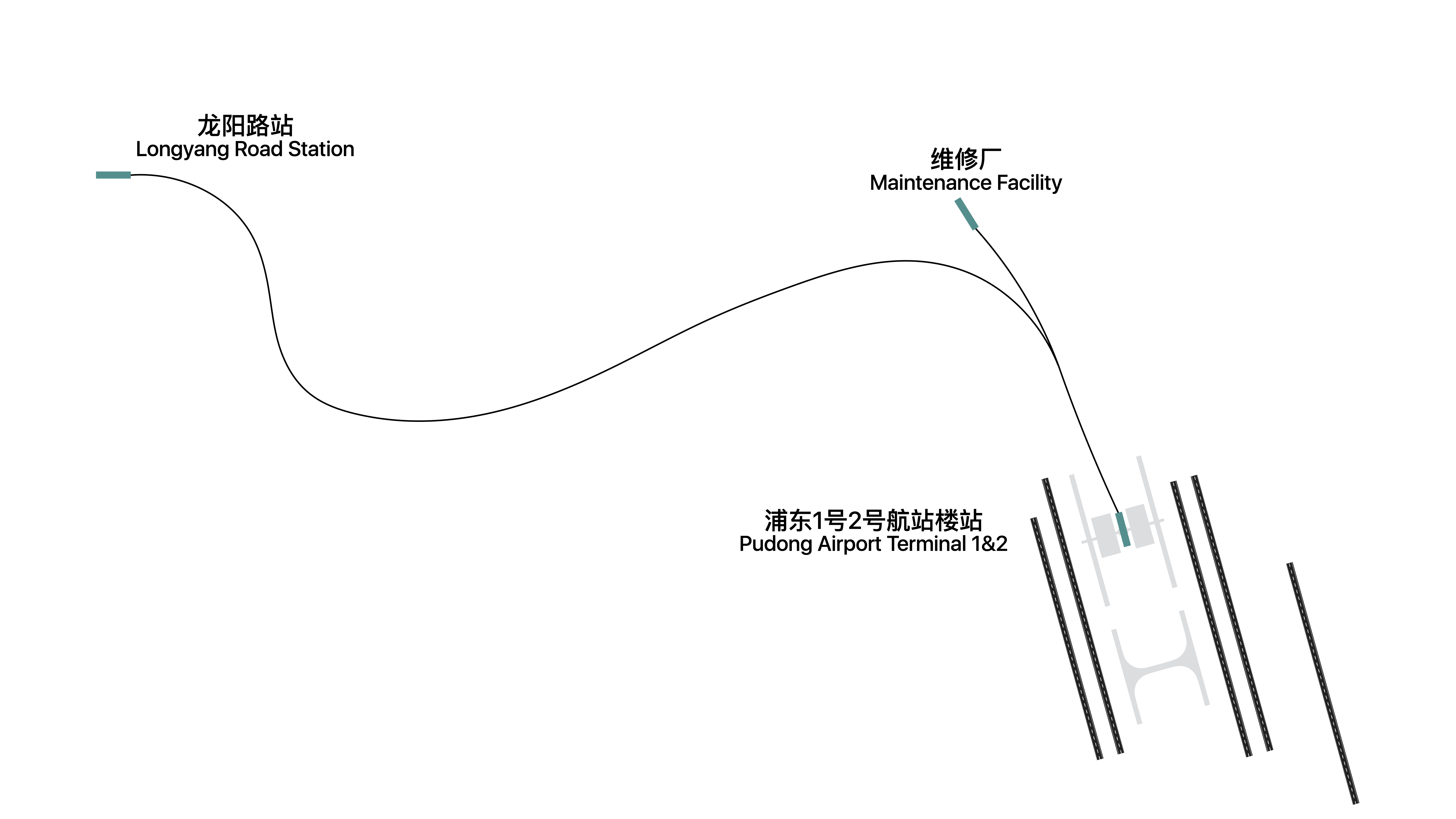
Tracé géographique de la ligne.

| Nom de la station                         | Nom de la station | Correspondance(s)            | Lieu               | Distance km |
| Anglais                                   | Chinois           | Correspondance(s)            | Lieu               | Distance km |
| ----------------------------------------- | ----------------- | ---------------------------- | ------------------ | ----------- |
| Longyang Road (en)                        | 龙阳路            | Ligne 2, ligne 7 et ligne 16 | District de Pudong | 0.00        |
| Aéroport international de Shanghai-Pudong | 浦东国际机场      | Ligne 2                      | District de Pudong | 30.50       |

## Exploitation

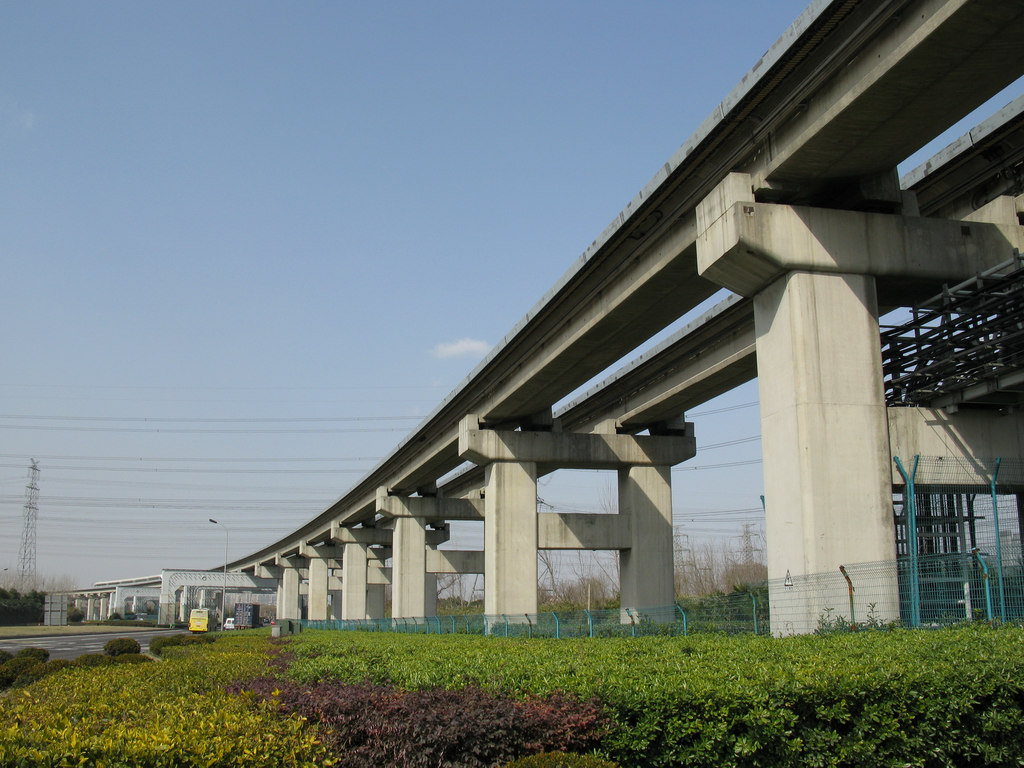
Viaduc du Transrapid au-dessus de la route Luosan.

La ligne est exploitée par Shanghai Maglev Transportation (SMT).
Le train à sustentation magnétique relie l'aéroport de Pudong à la station de métro Longyang Road (en) en 7 minutes 20 secondes pour un parcours de 30,5 km, soit une vitesse moyenne de 245,5 km/h, une vitesse maximum de 431 km/h et une capacité à accélérer de 0 à 350 km/h en 2 minutes.
La ligne n'a jamais été commercialement rentable, à cause des coûts d'exploitation et de maintenance prohibitifs et malgré le prix élevé du billet, descendu dès 2004 à 50 RMB, soit environ 6 euros pour un trajet simple. L'emplacement du terminus de la ligne, à Longyang Road, sur la rive droite du Huang Pu, est loin du centre historique de Shanghai. Pour rejoindre ce centre (Place du Peuple ou gare principale de Shanghai), il est nécessaire de prendre le métro conventionnel à partir du terminus du Maglev. Le taux de remplissage moyen des trains est aujourd'hui d'environ 20 %.[réf. nécessaire]

## Projets de prolongement
En février 2006, les autorités chinoises ont fait part de leur souhait de voir la ligne prolongée depuis Longyang Road jusqu'à l'aéroport de Hongqiao via la nouvelle gare de Shanghai, avec un prolongement jusqu'à la ville de Hangzhou ou de Suzhou, initialement en prévision de l'exposition universelle de 2010. Ce projet n'a pratiquement aucune chance d'aboutir car de nombreuses cités ont été construites dans le prolongement direct de la ligne actuelle. L'expropriation des habitants nouvellement installés et la destruction de ces immeubles de 25 étages récents rendent le projet inacceptable du point de vue financier et surtout politique.[réf. nécessaire]
En 2008, le projet est reporté en raison des protestations du public contre les craintes liées aux radiations et au bruit.
En octobre 2010, la ligne à grande vitesse entre Shanghai et Hangzhou a été ouverte, ramenant le temps de trajet entre les deux villes à 45 minutes, rendant sans objet une extension du Maglev. En outre, une nouvelle ligne reliant l'aéroport international de Shanghai-Pudong à celui de Hongqiao a été mise en service fin décembre 2024, rendant improbable toute future extension de la ligne à sustentation.

## Matériel roulant
Le Transrapid a été construit par des sociétés allemandes, mais sa construction a permis à des sociétés chinoises de s'approprier la technologie du train à sustentation magnétique puis de dépasser la technologie Allemande par le dépôt de vingt brevets.
Les sociétés allemandes, dont Siemens, ont depuis renoncé à la fabrication de trains à sustentation magnétique, à la suite de l'abandon des projets qui existaient en Allemagne et a la fermeture du centre d'essai. Aucune ligne n'étant en service.

## Galerie

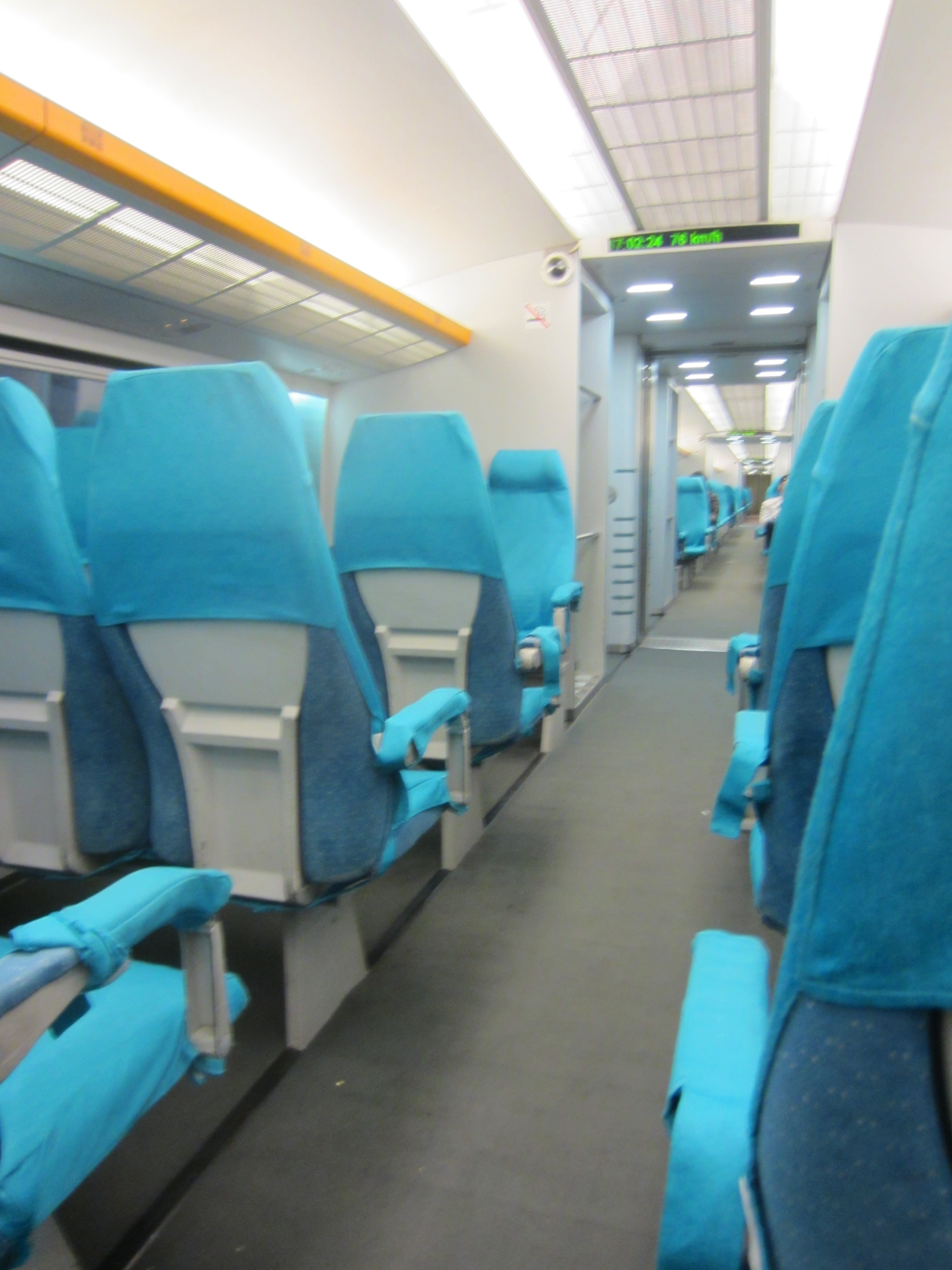
Intérieur d'une voiture en 2015.
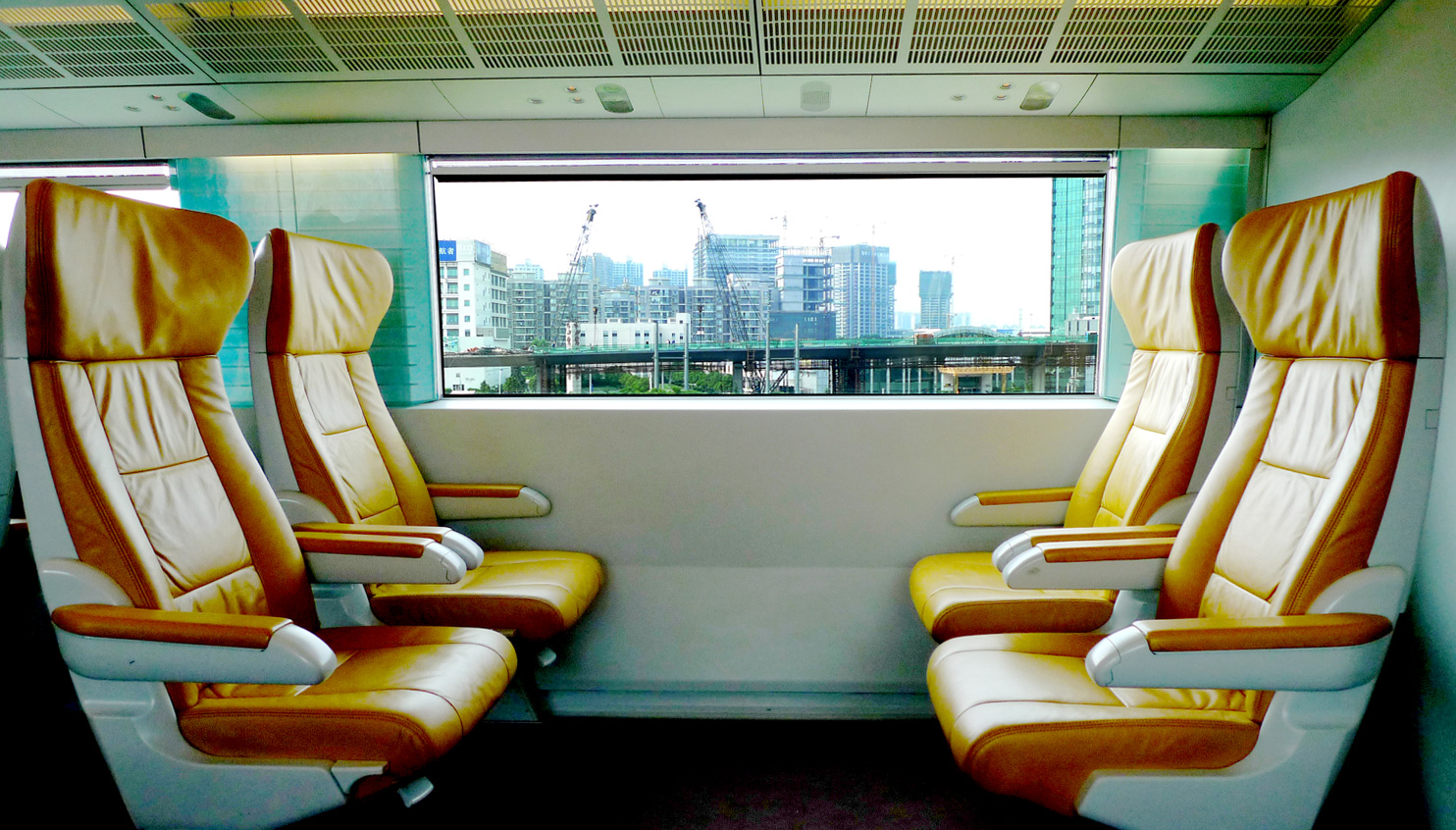
Siège dans la classe VIP.
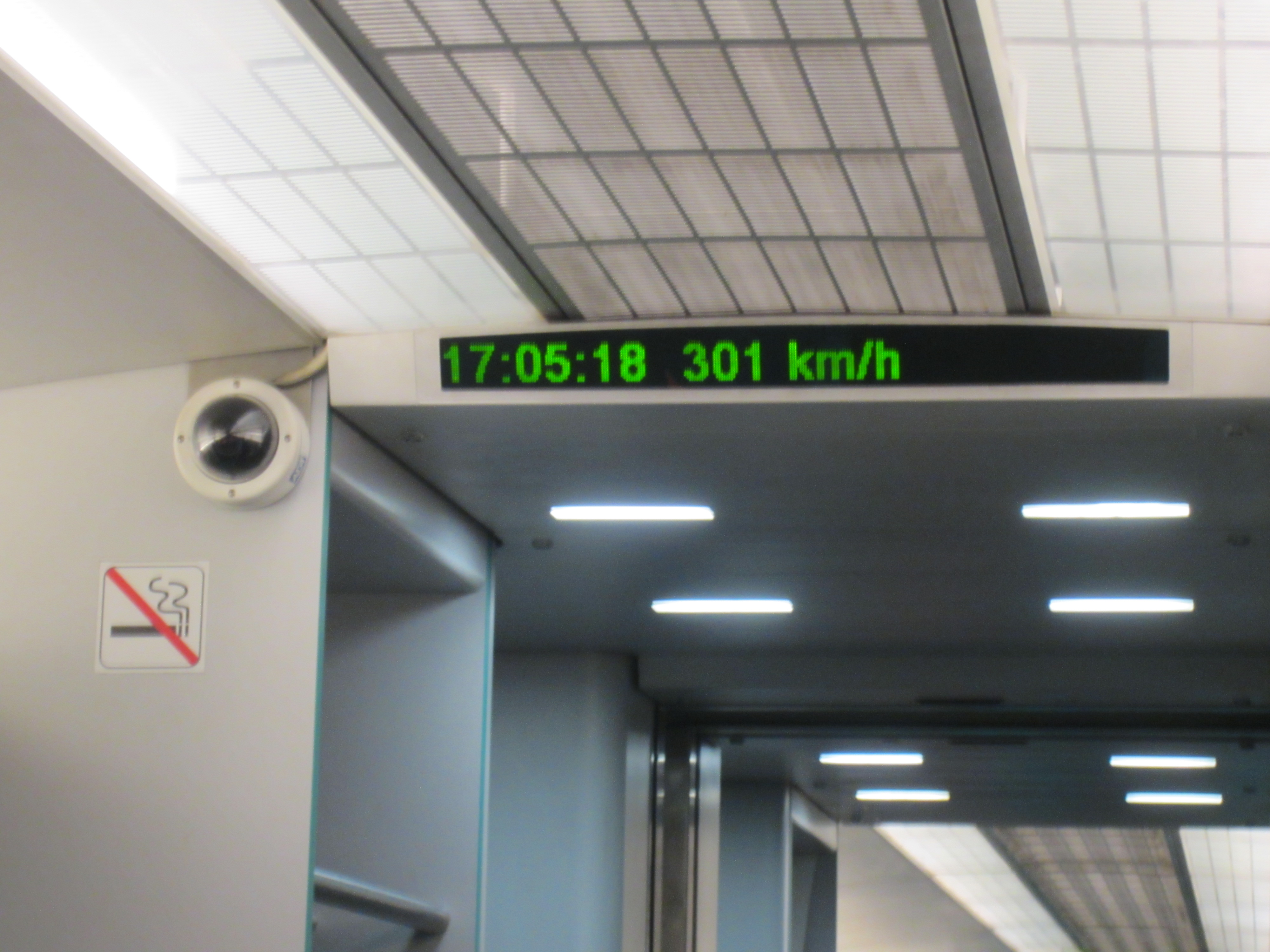
Indicateur de vitesse à l'intérieur de la cabine.
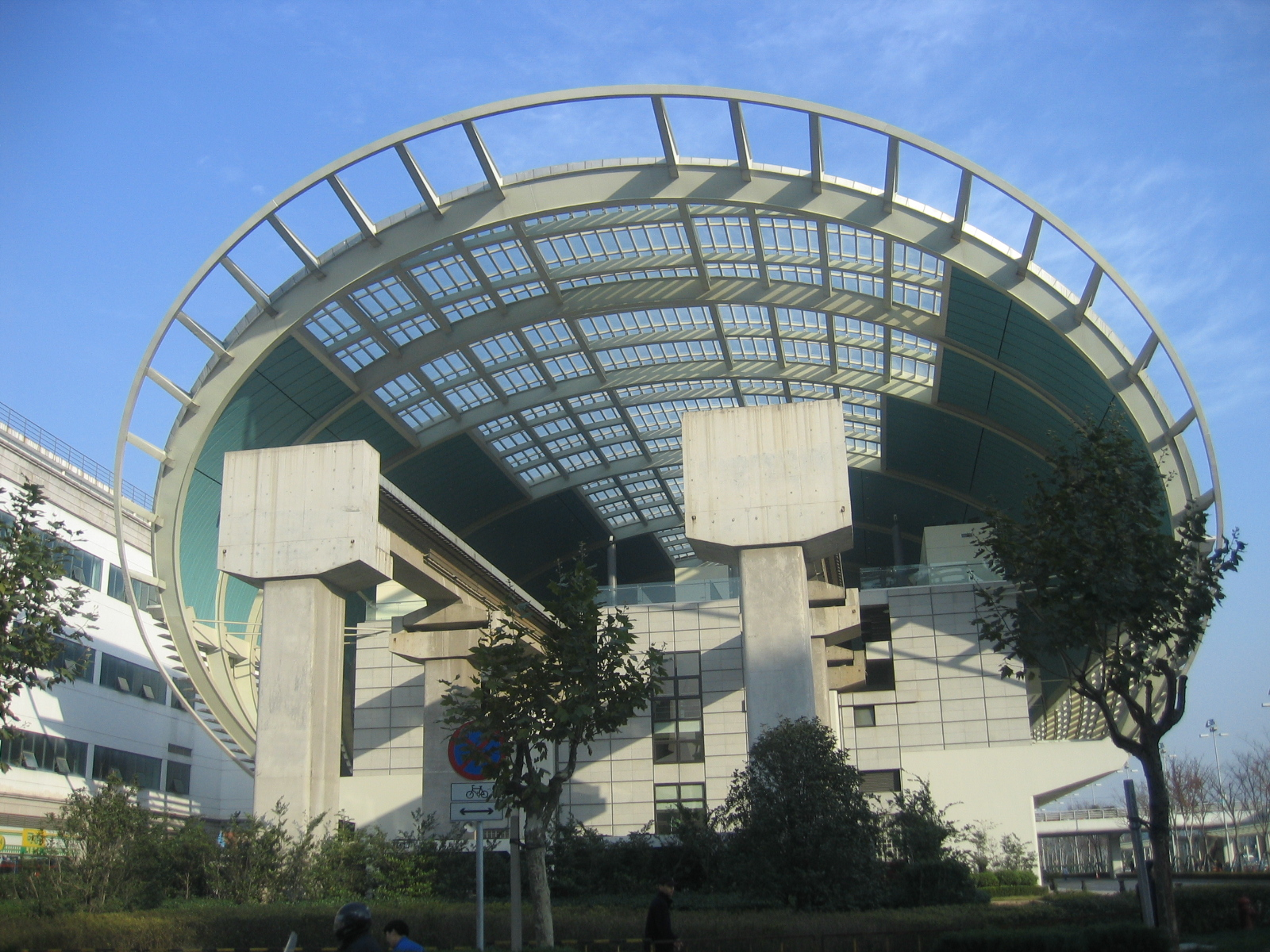
Terminus de la ligne à la station Longyang.
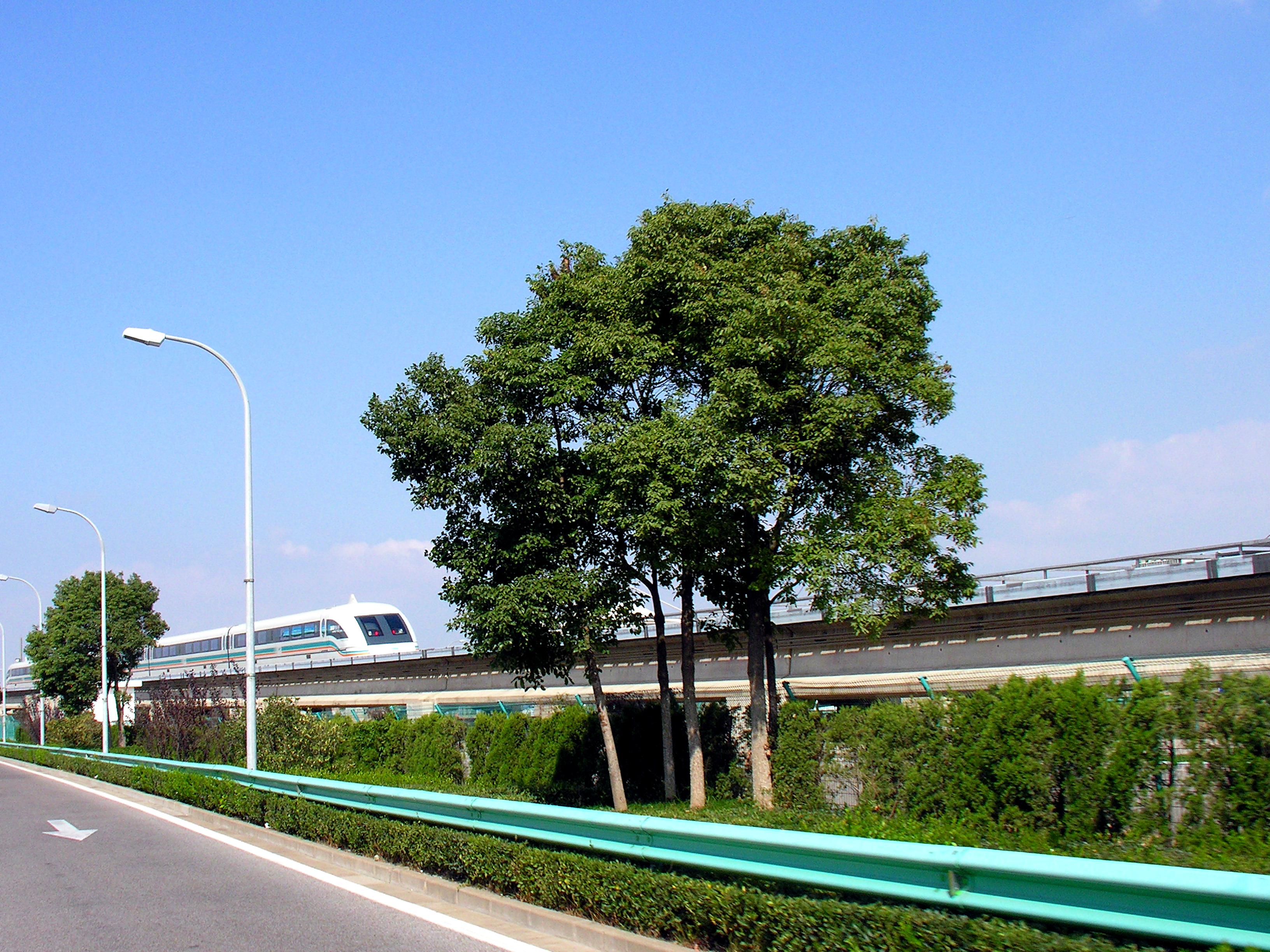
Passage d'un train depuis une route.
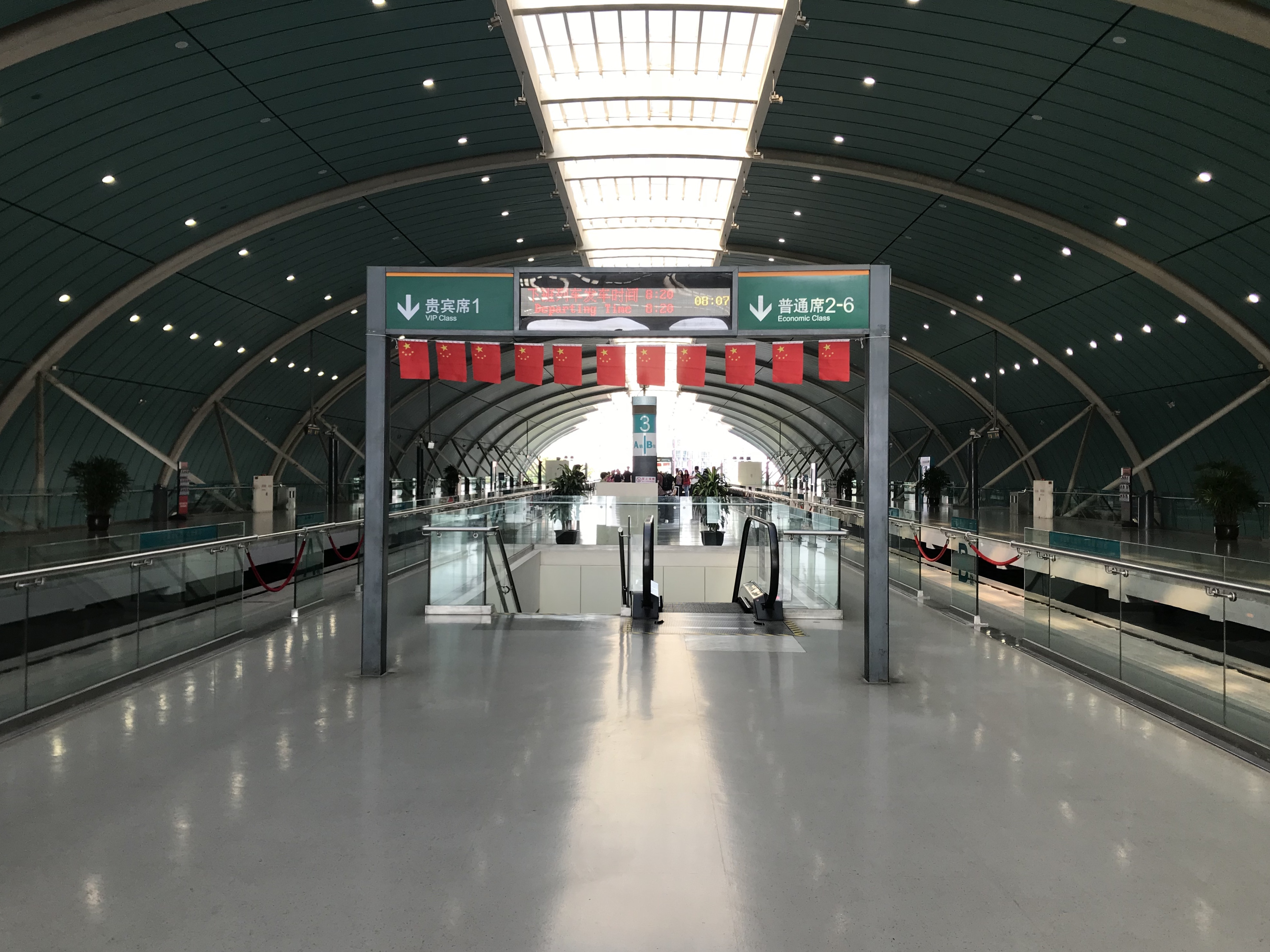
Station Longyang Road.
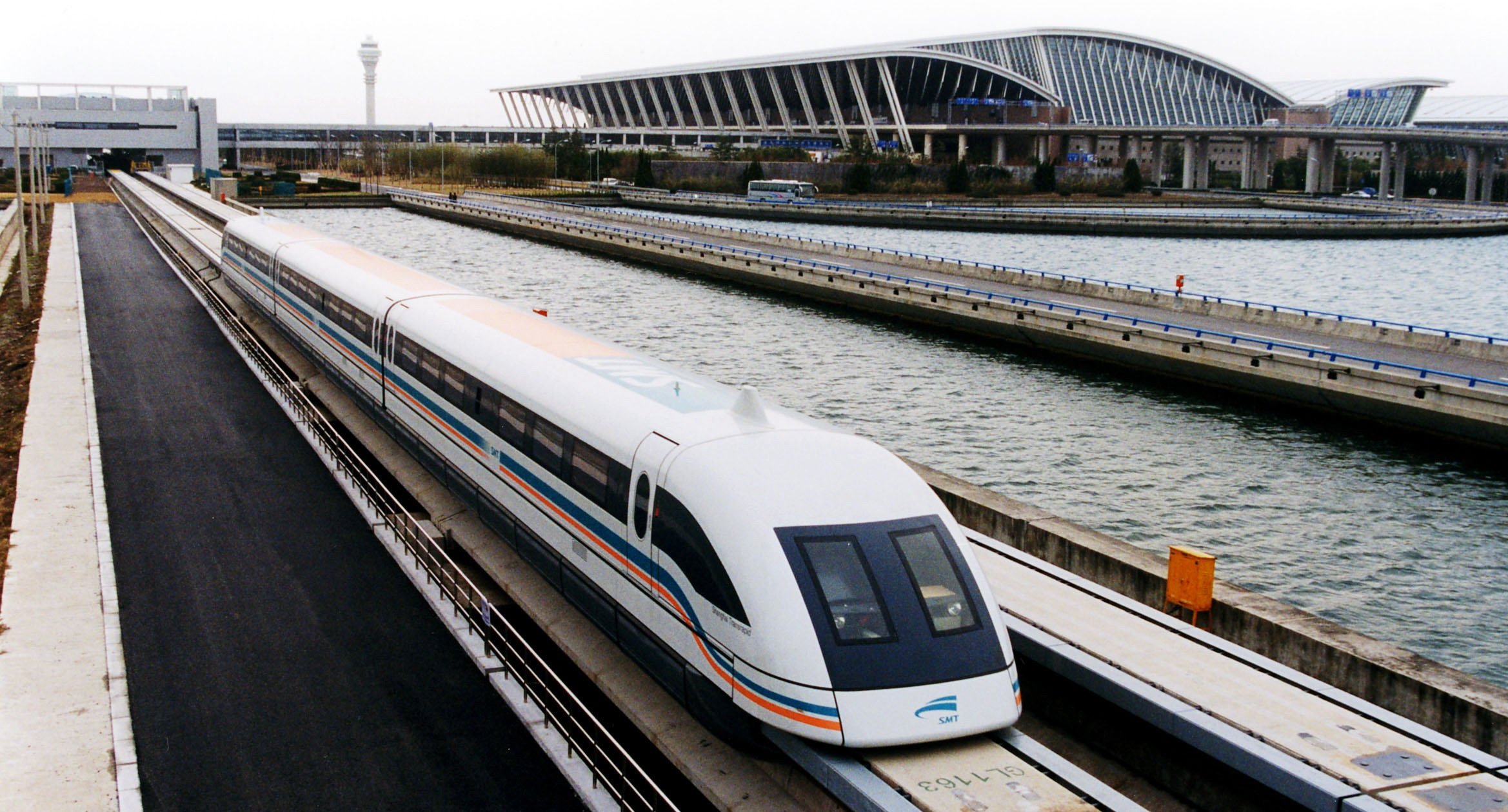
À la sortie de l'aéroport.
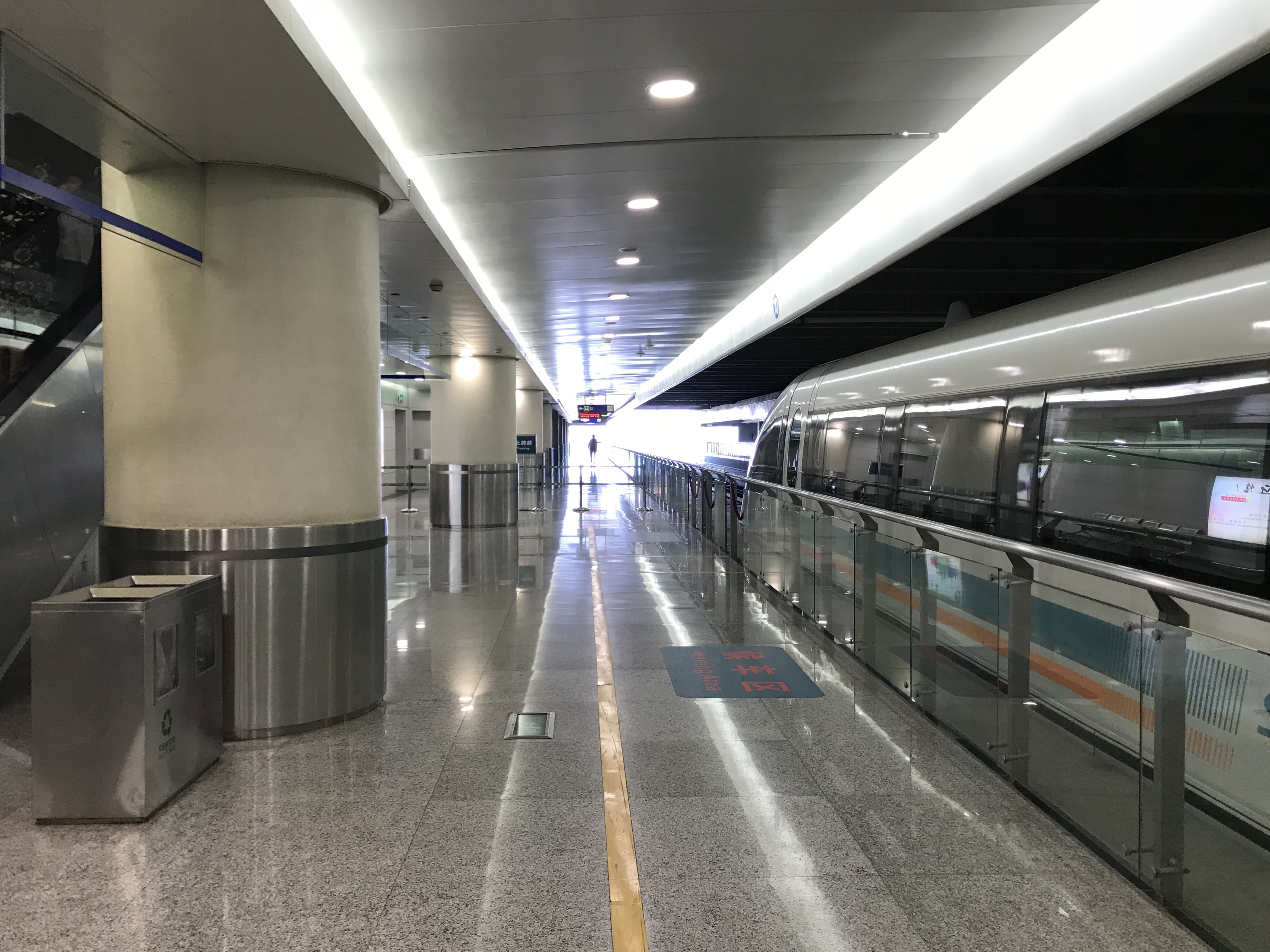
À la station Aéroport.